# Géométrie spectrale
La géométrie spectrale est une branche des mathématiques au croisement entre la géométrie différentielle et de la théorie spectrale. Elle vise à l'extension des outils des opérateurs linéaires à l'étude des variétés différentielles, ou en d'autres termes, à caractériser le calcul différentiel sur des objets continus au moyen de linéarisations locales, avec des applications en physique mathématique (étude de la limite semi-classique en mécanique quantique, étude du chaos quantique) ou en modélisation numérique.

## Généralités

### Spectre d'une variété riemannienne
Le but principal de la géométrie spectrale est d'établir des relations entre le spectre des valeurs propres de l'opérateur de Laplace-Beltrami {\displaystyle \Delta _{g}} d'une variété riemannienne {\displaystyle (M,g)} compacte avec ou sans bords, et certaines caractéristiques géométriques ou topologiques de cette variété.
L'opérateur de Laplace-Beltrami est un opérateur différentiel qui généralise le laplacien de l'espace euclidien usuel. Son spectre est l'ensemble des nombres {\displaystyle \lambda } tels qu'il existe une fonction  {\displaystyle u\in {\mathcal {C}}^{\infty }(M),\,u\neq 0} vérifiant l'égalité :{\displaystyle -\Delta _{g}u=\lambda u.}Le spectre de l'opérateur de Laplace-Beltrami est l'ensemble de ses valeurs propre. Si la variété est compacte, alors cette suite est discrète :
{\displaystyle 0\leq \lambda _{0}(M)\leq \lambda _{1}(M)\leq \lambda _{2}(M)\leq \cdots \leq \lambda _{k}(M)\rightarrow +\infty .}Cette suite de valeurs propres constitue un invariant géométrique, c'est-à-dire qu'elle est intrinsèque à la variété et ne dépend pas de ses représentations dans un système de coordonnées.

### Problématiques directes et inverses
En géométrie spectrale, il existe deux thèmes majeurs :
- En problématique directe la question est : Étant donné une variété riemannienne, peut-on calculer ou donner des propriétés du spectre de la variété ?
- En problématique inverse la question est : Connaissant le spectre de la variété, peut-on donner des propriétés géométriques (et topologiques) de la variété de départ ? L'exemple typique de problème inverse est la question de l'isospectralité : il est connu que si deux variétés sont isométriques, alors elles ont le même spectre. La réciproque est-elle vraie ?

## Problème inverse:«Peut-on entendre la forme d'un tambour?»
En 1966, Mark Kac synthétisa un problème typique de géométrie spectrale sous la forme d'une question, devenue célèbre,, : "Peut-on entendre la forme d'un tambour ?". De manière plus générale et précise la question de Mark Kac est la suivante : une suite de valeurs propres (les harmoniques du tambour) caractérise-t-elle, à isométrie près, la variété de départ (la géométrie du tambour) ?

### Notations
Dans la suite, on utilisera les notations usuelles suivantes: 
- {\displaystyle \partial \Omega } désigne le bord de la variété {\displaystyle \Omega }
- {\displaystyle Sp(f)=\{\lambda :\exists u,f(u)=\lambda \cdot u\}} est le spectre de l'opérateur f
- {\displaystyle {\mathcal {N}}_{\Omega }(\lambda )=\mathrm {card} \{\mu \in Sp(\Omega ):\mu \leq \lambda \}} est le nombre de valeurs propres de la variété {\displaystyle \Omega } inférieures ou égales à {\displaystyle \lambda }; on omet le symbole de la variété si cela ne prête pas à confusion.

### Prémices: Debye & Weyl (1911)

#### Conjecture de Debye
Le physicien Peter Debye s'était intéressé au nombre asymptotique de modes propres de l'équation de Helmholtz pour un « tambourin » bidimensionnel rectangulaire {\displaystyle \Omega }, dont les côtés sont de longueurs respectives a et b, avec des conditions aux limites de Dirichlet : {\displaystyle \forall \,{\vec {r}}\in \partial \Omega ,\quad (\Delta \ +\ k^{2})\ \phi ({\vec {r}})=0}.
Le problème bidimensionnel admet la solution exacte suivante :
{\displaystyle k_{n,m}^{2}\ =\ {\frac {n^{2}\ \pi ^{2}}{a^{2}}}\ +\ {\frac {m^{2}\ \pi ^{2}}{b^{2}}}\ \quad (n,m=1,2,3,\dots )}
Les valeurs propres inférieures ou égales à {\displaystyle \lambda } vérifient donc :
{\displaystyle {\frac {n^{2}\ \pi ^{2}}{a^{2}}}\ +\ {\frac {m^{2}\ \pi ^{2}}{b^{2}}}\ \leq \ \lambda }
Leur nombre asymptotique (lorsque {\displaystyle \lambda \to +\infty }) est :
{\displaystyle {\mathcal {N}}(\lambda )\ \sim \ {\frac {ab}{4\pi }}\ \lambda \ =\ {\frac {\mathrm {Aire} (\Omega )}{4\pi }}\ \lambda }
Peter Debye conjectura que cette formule devait rester vraie quelle que soit la forme du domaine plan compact, ce que l'expérience semblait confirmer.

#### Théorème de Weyl (1911)
La conjecture de Debye fut démontrée rigoureusement par Hermann Weyl en 1911 pour le Laplacien muni des conditions aux limites de Dirichlet. (Le résultat reste vrai avec des conditions aux limites de Neumann[réf. souhaitée]). Précisément, la formule asymptotique de Weyl est la suivante : 
Soit {\displaystyle (M,g)} une variété riemannienne compacte de dimension {\displaystyle n}.

Le nombre de valeurs propres inférieures ou égales à {\displaystyle \lambda } vérifie l'asymptotique suivante :{\displaystyle {\mathcal {N}}(\lambda ){\underset {\lambda \rightarrow +\infty }{\sim }}{\frac {B_{n}{\textrm {Vol}}(M,g)}{(2\pi )^{n}}}\lambda ^{\frac {n}{2}}}où {\displaystyle B_{n}} est le volume de la boule unité de {\displaystyle \mathbb {R} ^{n}} muni de la distance canonique et {\displaystyle {\textrm {Vol}}(M,g)} désigne le volume de la variété {\displaystyle (M,g)}. 

#### Conjecture de Weyl (1911) & Théorème d'Ivrii (1980)
Weyl conjectura également que le terme suivant du développement asymptotique de la fonction de comptage des valeurs propres faisait apparaître le périmètre du bord {\displaystyle \partial \Omega } du domaine :
{\displaystyle {\mathcal {N}}(\lambda )\ =\ {\frac {\mathrm {Aire} (\Omega )}{4\pi }}\ \lambda \ +\ \mathrm {cte} \ \times \ \mathrm {Longueur} (\partial \Omega )\ {\sqrt {\lambda }}\ +\ o({\sqrt {\lambda }})}
Cette conjecture s'étend en fait naturellement en dimension d quelconque :
{\displaystyle {\mathcal {N}}(\lambda )\ =\ C_{1}(d)\ \times \ \mu (\Omega )\ \lambda ^{d/2}\ +\ C_{2}(d)\ \times \ \mu (\partial \Omega )\ \lambda ^{(d-1)/2}\ +\ o(\lambda ^{(d-1)/2})}
où C1 et C2 sont des constantes qui dépendent de la dimension d de l'espace (C2 dépend aussi des conditions aux limites) et {\displaystyle \mu } une mesure. Pour une frontière suffisamment régulière, la conjecture de Weyl a été démontrée rigoureusement en 1980 par V. Ja. Ivrii.

### Réponse:«ça dépend…»

L'exemple de Gordon, Webb et Wolpert (1992) de deux domaines plans non congruents, pour lesquels les spectres du Laplacien sont identiques. (Les deux domaines possèdent la même aire.)

Presque immédiatement après que Kac eut posé sa question, Milnor a exhibé comme contre-exemple une paire de tores à 16 dimensions ayant le même spectre, mais des géométries non isométriques.
En dimension 2, le problème  n'a été résolu qu'en 1992 par Carolyn Gordon, David Webb et Scott Wolpert (de). Ils ont construit une paire de domaines plans non congruents ayant le même spectre (cf. figure). La démonstration du fait que toutes les valeurs propres sont identiques repose sur l'utilisation des symétries de ces domaines. Cette idée a été généralisée par Jürg Peter Buser (en) et al., qui ont construit de nombreux exemples similaires.
La réponse à la question de Kac est donc en général négative : pour la plupart des tambours, on ne peut pas entendre leurs formes complètement, bien que l'on puisse entendre certaines caractéristiques (aire, périmètre, nombre de trous…).
En revanche, Steven Zelditch (de) a démontré que la réponse à la question de Kac était positive si l'on se restreignait à certaines régions planes convexes dont les frontières étaient analytiques. (On ne sait pas si deux domaines non convexes à frontières analytiques peuvent avoir le même spectre.)

### Conjecture de Berry (1979)
Pour un domaine à bord fractal, Michael Berry a conjecturé en 1979 que la correction de bord était proportionnelle à {\displaystyle \lambda ^{D/2}} où D est la dimension de Hausdorff de la frontière. Cette conjecture a été infirmée par J. Brossard et R. Carmona, qui ont à leur tour suggéré que la dimension de Hausdorff soit remplacée par la upper box dimension. Sous cette forme, la conjecture a été démontrée en 1993 par Lapidus et Pomerance pour un domaine plan dont la frontière est de dimension 1, mais infirmée par les mêmes auteurs pour des dimensions supérieures en 1996. Dès 1993, des contre-exemples à cette conjecture avaient été démontrés (Fleckinger et Vassiliev 1993) ; plusieurs calculs précis avaient ensuite été effectués par Michael Levitin.

## Formules des traces
Sur une variété, il existe également un lien entre le spectre de l'opérateur de Laplace-Beltrami et le spectre des longueurs des géodésiques périodiques de cette variété. Le spectre des longueurs d'une variété riemannienne est l'ensemble des longueurs des géodésiques périodiques. En 1973, Y. Colin de Verdière a déterminé complètement le spectre des longueurs. La technique utilisée reposait sur les formules de traces, dont les prototypes sont :
- la formule sommatoire de Poisson pour le cercle ;
- la formule des traces de Selberg pour les surfaces compactes à courbure négative.

Une telle formule a été généralisée par Gutzwiller en mécanique quantique dans le régime semi-classique, et joue un rôle essentiel dans la quantification des systèmes hamiltoniens classiquement chaotiques, pour lesquels la condition de quantification EBK ne s'applique pas.

#### Introduction
- Pierre Bérard ; On ne peut pas entrendre la forme d'un tambour, Auxerre (Octobre 2001). Deux exposés de vulgarisation :
  - Introduction [PDF]
  - Exposé 1 [PDF]
  - Exposé 2 [PDF]

#### Ouvrages classiques
- Marcel Berger, Paul Gauduchon & Edmond Mazet, Le spectre d'une variété Riemanienne, Lecture Notes in Mathematics 194, Springer-Verlag, 1971.
- Pierre Bérard, Spectral Geometry : Direct and Inverse Problems, Lecture Notes in Mathematics, Vol. 1207, Springer-Verlag, Berlin, 1987.
- Isaac Chavel, Eigenvalues in Riemannian Geometry, Pure and Applied Mathematics 115, Academic Press (2e édition-1984)  (ISBN 0121706400).
- Peter B. Gilkey, The spectral geometry of a Riemannian manifold, Journal of Differential Geometry 10(4) (1975), 601-618.
- Olivier Lablée, Spectral Theory in Riemannian Geometry, Textbooks in Mathematics 17, European Mathematical Society, 2015.
- Steven Rosenberg, The Laplacian on a Riemannian Manifold, Cambridge University Press, 1997  (ISBN 0-521-46831-0).

#### Quelques articles classiques
- P. Bérard, Domaines plans isospectraux à la Gordon-Webb-Wolpert : une preuve terre à terre, Séminaire de Théorie Spectrale et Géométrie, 131-142, 1991-1992.
- Gérard Besson, Sur la multiplicité de la première valeur propre des surfaces riemanniennes, Ann. Inst. Fourier. 30: 109-128, 1980.
- Jacques Chazarain ; Formule de Poisson pour les variétés riemanniennes, Inventiones Math. 24 (1974), 65-82.
- Yves Colin de Verdière, Spectre du laplacien et longueurs des géodésiques périodiques (I), Compositio Mathematica 271 (1) (1973). (Résumé dans : Comptes-Rendus de l'Académie des Sciences 275 A (1973), 805-808).
- Yves Colin de Verdière ; Spectre du laplacien et longueurs des géodésiques périodiques (II), Compositio Mathematica 271 (2) (1973), 159-184. Numdam.
- (en) Carolyn Gordon, « When you can’t hear the shape of a manifold », The Mathematical Intelligencer, vol. 11, no 3, 1989, p. 39-47.
- (en) Mark Kac, « Can one hear the shape of a drum? », Amer. Math. Monthly, vol. 73, no 4,‎ 1966, p. 1-23 (lire en ligne).
- (de) Hermann Weyl, « Über die asymptotische Verteilung der Eigenwerte », Nachrichten der Königlichen Gesellschaft der Wissenschaften zu Göttingen,‎ 1911, p. 110-117 (lire en ligne).

#### Aspects contemporains
- Pierre Bérard ; The isospectral problem for Riemannian manifolds, (1993). Texte (sans les figures) au format PostScript.
- Isaac Chavel ; The Laplacian on Riemannian manifolds, dans : Spectral Theory and Geometry, E.B. Davies & Y. Safarov (eds.), London Mathematical Society Lecture Note Series 273, Cambridge University Press (1999), 30–75  (ISBN 0521777496).
- Yves Colin de Verdière ; Le spectre du Laplacien : survol partiel depuis le Berger-Gauduchon-Mazet & problèmes, Société Mathématique de France (1996). Texte au format pdf.
- Yves Colin de Verdière, Spectrum of the Laplace operator and periodic geodesics : thirty years after, Ann. Inst. Fourier. 57 (7): 2429-2463, 2008.
- Carolyn Gordon ; Survey of Isospectral Manifolds, dans : Handbook of Differential Geometry -  Vol. I, F.J.E. Dillen & L.C.A. Verstraelen (eds.), North-Holland/Elsevier Science, 2000  (ISBN 0-444-82240-2).
- Toshikazu Sunada ; Riemannian coverings and isospectral manifolds, Ann. of Math. 121 (1985), 169–186.

#### Conjecture de Berry
- Michel L. Lapidus, Can one hear the shape of a fractal drum? Partial resolution of the Weyl-Berry conjecture, Geometric analysis and computer graphics (Berkeley, CA, 1988), 119-126, Math. Sci. Res. Inst. Publ., 17, Springer, New York, 1991.
- Michel L. Lapidus, Vibrations of fractal drums, the Riemann hypothesis, waves in fractal media, and the Weyl-Berry conjecture, in: Ordinary and Partial Differential Equations (B. D. Sleeman and R. J. Jarvis, eds.), vol. IV, Proc. Twelfth Internat. Conf. (Dundee, Scotland,UK, June 1992), Pitman Research Notes in Math. Series, vol. 289, Longman and Technical, London, 1993, pp. 126-209.
- (en) Jacqueline Fleckinger et Dmitri Vassiliev, « An example of a two-term asymptotics for the counting function of a fractal drum », Trans. Amer. Math. Soc., vol. 337, no 1,‎ 1993, p. 99-116.
- M. L. Lapidus & M. van Frankenhuysen, Fractal Geometry and Number Theory: Complex dimensions of fractal strings and zeros of zeta functions, Birkhauser, Boston, 2000. (Revised and enlarged second edition to appear in 2005.)
- W. Arrighetti, G. Gerosa, Can you hear the fractal dimension of a drum?, arXiv:math.SP/0503748, in “Applied and Industrial Mathematics in Italy”, Series on Advances in Mathematics for Applied Sciences 69, 65–75, World Scientific, 2005  (ISBN 978-981-256-368-2).